# Rhytiphora simsoni
Rhytiphora simsoni är en skalbaggsart som beskrevs av Blackburn 1901. Rhytiphora simsoni ingår i släktet Rhytiphora och familjen långhorningar. Inga underarter finns listade i Catalogue of Life.